# 河南大平矿难
河南太平礦難，發生于2004年10月20日，位于河南省新密市的郑煤集团公司大平煤矿发生特大瓦斯爆炸，死亡148人。事后，郑煤集团所属煤矿全部停产整顿；國務院專門召開常務會議，决定严肃处理河南大平礦難相关责任人，给予对事故发生负有领导责任的河南省副省长史济春行政警告处分，同意对事故涉及的其他23名责任人作出处理，其中移交司法机关处理5人，给予党纪、政纪处分及组织处理18人。